# Febre de Lassa
La febre de Lassa (també coneguda erròniament com a febre mediterrània familiar) és una febre hemorràgica causada pel Lassa virus, pertanyent a la família dels Arenaviridae i endèmic en algunes zones de l'Àfrica Occidental on els rosegadors són el reservori del patogen. Es transmet principalment als humans a través del contacte amb el ratolí Mastomys natalensis o objectes domèstics contaminats pels seus excrements. La malaltia també es pot transmetre entre persones, sobretot en hospitals quan no es prenen mesures adequades de control de la infecció i gairebé sempre a través del contacte directe amb sang o altres líquids corporals dels pacients. La transmissió per via sexual és possible, ja que el virus manté la seva capacitat infecciosa fins a uns tres mesos al semen i a les secrecions vaginals. Cap estudi ha demostrat fefaentment que la malaltia es transmeti a través de la llet materna. S'han registrat alguns rars casos de contagi accidental durant la pràctica d'autòpsies o la manipulació en el laboratori de mostres portadores del virus.

## Història
La febre de Lassa es va descriure per primera vegada en la dècada dels cinquanta, encara que el virus de Lassa no es va aïllar fins al 1969. El nom es deu a la seva primera aparició a Lassa (Nigèria). Malgrat ser endèmica a Àfrica Occidental el 2009 es detectaren casos a Europa i esporàdicament s'identifica la malaltia en viatgers provinents de la zona. A part de Nigèria, on durant els darrers anys i predominantment en els mesos de sequera s'ha observat un increment progressiu del nombre d'infeccions, els països més afectats són els de la Unió del Riu Mano (Guinea, Libèria i Sierra Leone). L'hoste més comú és Mastomys natalensis; tot i que s'han identificat d'altres, entre ells Mastomys erythroleucus i Hylomyscus pamfi.
Segons dades de 2016, aquesta zoonosi provoca entre 100.000 i 300.000 infeccions i unes 5.000-10.000 morts cada any. El 2018, a Nigèria es van registrar 191 morts (171 confirmades i 20 probables) per febre de Lassa.

## Llinatges
El virus que provoca la febre de Lassa es classifica en cinc llinatges (I-V). Els I-III es troben comunament en Nigèria, encara que el llinatge I no s'ha identificat en la naturalesa de la zona des de fa dècades. El IV, representat per una soca descoberta a Sierra Leone i anomenada Josies, es propi de l'Àfrica Occidental i el V es veu sobretot a Mali i Costa d'Ivori. La geografia té un paper clau en la demarcació del virus a Nigèria. Els llinatges II i III estan separats de manera estable al llarg del curs dels dos grans rius del país, el Níger i el Benue. Al Nord d'aquests hi ha el llinatge III i al Sud el II. El II ha evolucionat en el llinatge IIA, el qual s'ha identificat principalment al Sud del Níger i el llinatge IIB està confinat a l'Est del riu. El coll d'ampolla biològic que ha reclòs els linajes I-III a Nigèria permetent que el IV s'estengui a través de l'Oest africà no té, ara per ara i des d'una perspectiva virològica, un motiu definit.

## Patogènesi
Una vegada transmès, el virus que provoca la febre de Lassa infecta principalment les cèl·lules endotelials de l'individu. Entra en elles per endocitosi gràcies al receptor de membrana α-distroglicà, el qual té una especial aptitud per unir-se a les proteïnes de la matriu extracel·lular. Quan entra en contacte amb els endosomes, les glicoproteïnes del seu embolcall eviten que el virus sigui degradat. La disfunció endotelial ocasiona l'alliberament massiu de citocines inflamatòries, un mecanisme de resposta immune que al seu torn és el responsable dels trastorns plaquetaris, els fenòmens necròtics i la resta de manifestacions clíniques de la infecció.

## Simptomatologia
La malaltia té una progressió gradual, sol començar amb febre, vòmits i dolor retro-esternal. El seu període d'incubació és de 6-21 dies. Entre els signes de la malaltia pot observar-se injecció hemàtica conjuntival, cefalea, diarrea, tos, miàlgia, edema periorbitari i inflamació del coll. La quarta part de les persones infectades manifesten sordesa. Els pacients greus sofreixen xoc, hemorràgies gastrointestinals, hepatitis aguda, ascites, vessament pleural, deliris, edema cerebral i encefalitis. El curs de la infecció és el mateix en els casos pediàtrics i en els d'adults. Moren aproximadament la tercera part dels pacients que han estat hospitalitzats durant el transcurs de la malaltia, encara que el simple tractament de suport pot millorar el desenllaç clínic, sempre que s'administri des d'un estadi primerenc. La febre de Lassa en les dones embarassades ocasiona amb molta freqüència la seva mort (gairebé tres vegades més que en dones no embarassades) i sistemàticament la del fetus. Una de les seqüeles neurològiques greus que poden presentar els sobrevivents a la infecció és l'atàxia degenerativa cerebel·losa postvírica. Molts d'ells desenvolupen trastorns en la retina i altres problemes oftàlmics.

## Tractament
Hi ha casos en els quals el tractament específic amb ribavirina (un antivíric anàleg estructural de la guanosina) pot ser eficaç, tot i que la conveniència i la seguretat de l'ús del fàrmac en aquesta malaltia són avui dia qüestionades. En primats no humans i ratolins de laboratori la teràpia amb determinats anticossos monoclonals ha obtingut resultats prometedors.

## Prevenció
No existeix cap vacuna contra la febre de Lassa. Existeixen, però, diversos estudis preclínics experimentals que han obtingut una certa eficàcia amb les seves vacunes candidates aplicant-les a models animals d'infecció pel virus que la provoca. Ara per ara, la millor prevenció davant la malaltia en els països endèmics és evitar l'accés dels rosegadors als habitatges i, sobretot, als llocs on hi ha menjar emmagatzemat.